# Catalanodytes
Catalanodytes is een geslacht van kevers uit de familie van de loopkevers (Carabidae). De wetenschappelijke naam van het geslacht is voor het eerst geldig gepubliceerd in 1989 door Sciaky.

## Soorten
Het geslacht Catalanodytes is monotypisch en omvat slechts de volgende soort:
- Catalanodytes bellesi (Lagar, 1971)